# Pulsarwind-Nebel

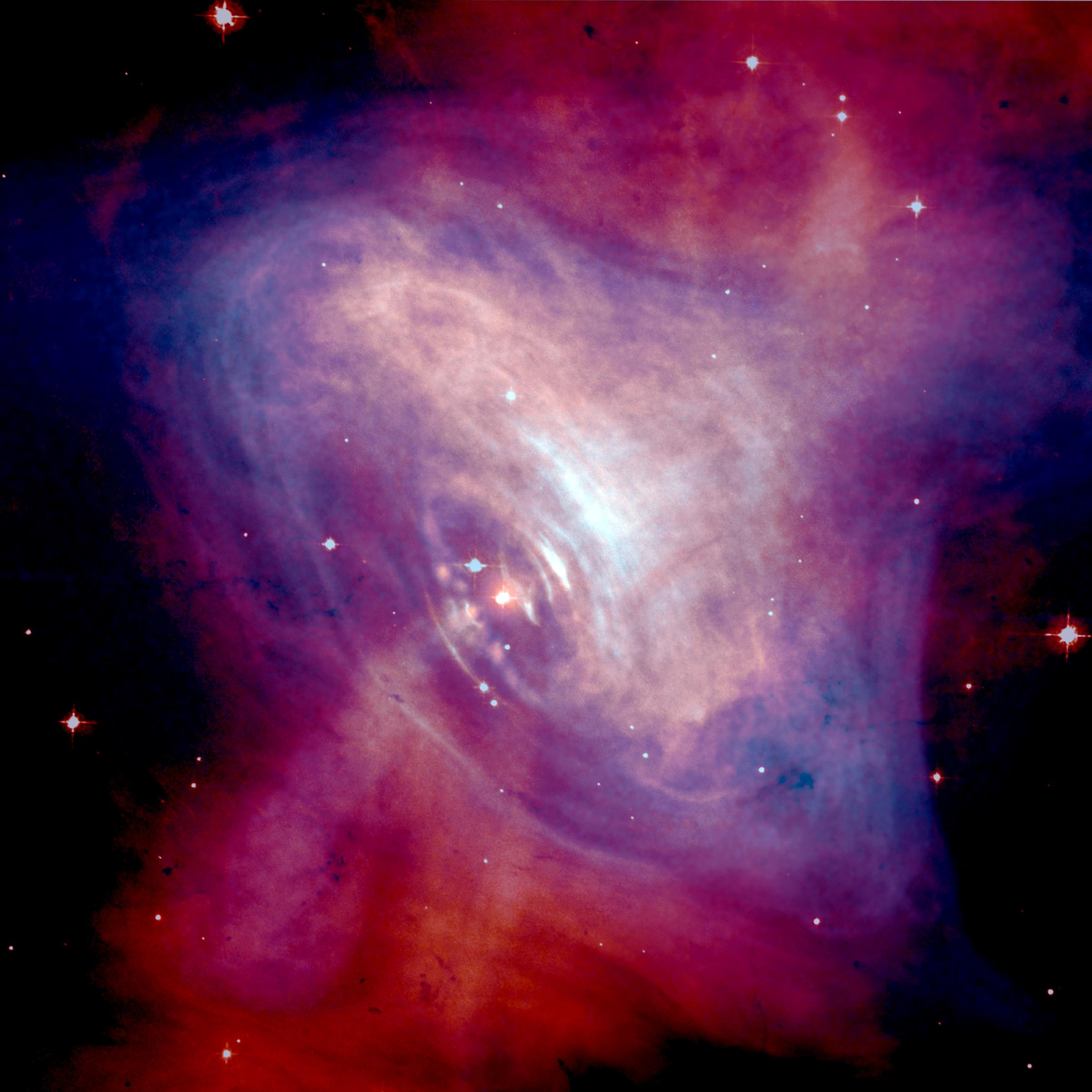
Aus Aufnahmen in den Bereichen des sichtbaren Lichts (rot) und der Röntgenstrahlen (blau) zusammengefügte Aufnahme des Pulsars im Krebsnebel. Es zeigt Nebelgase in der Umgebung, die durch das Magnetfeld des rotierenden Neutronensterns mitgenommen, dadurch „umgerührt“ und zur Strahlung angeregt werden.

Ein Pulsarwind-Nebel  (auch Plerion, von altgriechisch πλήρης plḗrēs „voll“ – eingeführt von Weiler und Panagia) ist ein charakteristisch aussehendes nebelartiges astronomisches Objekt, das im Sternwind eines Pulsars entsteht.
Dieser Pulsarwind ist ein Strom von hochenergetischen Teilchen, der durch die extremen Bedingungen in der Nähe eines Neutronensterns erzeugt wird. Unter bestimmten Bedingungen (Entstehung von Stoßwellen durch Bremsung der fast lichtschnellen Teilchen beim Eintritt in den Nebel) führt ein Pulsarwind zur Entstehung eines Pulsarwindnebels. Die Strahlung des Plerions geht über den Bereich der Stoßwelle hinaus, da es durch magnetische Felder des Pulsars zu Bildung von Synchrotronstrahlung und Jets kommt.
Der Pulsarwindnebel unterscheidet sich von normalen Supernovaüberresten dadurch, dass er keine Hüllenstruktur entwickelt, sondern zum Zentrum hin immer heller wird; das liegt am nicht-thermischen Verlauf der Synchrotronstrahlung. Als Folge dessen ist er in diversen Bereichen des elektromagnetischen Spektrums beobachtbar, meist von der Röntgenstrahlung bis hin zum Radiobereich. Ein typisches Beispiel für einen Pulsarwindnebel ist der Krebsnebel.

## Abbildungen
Mithilfe des Weltraumteleskops Chandra können die nächstgelegenen Pulsarwindnebel räumlich aufgelöst abgebildet werden.

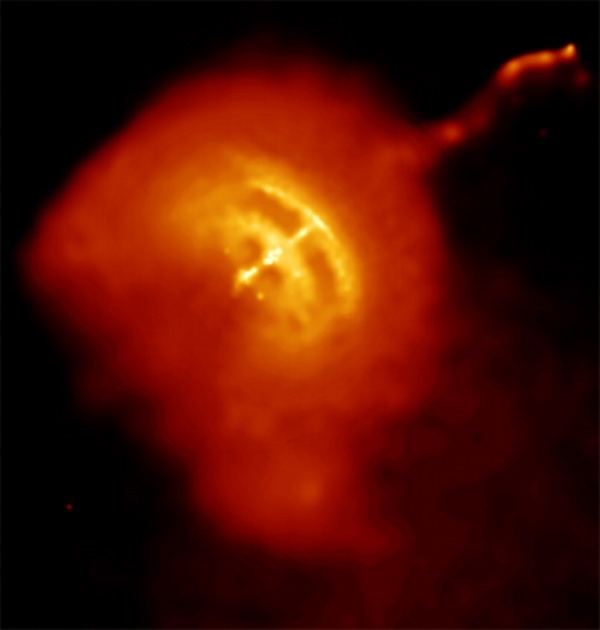
Vela-Pulsar
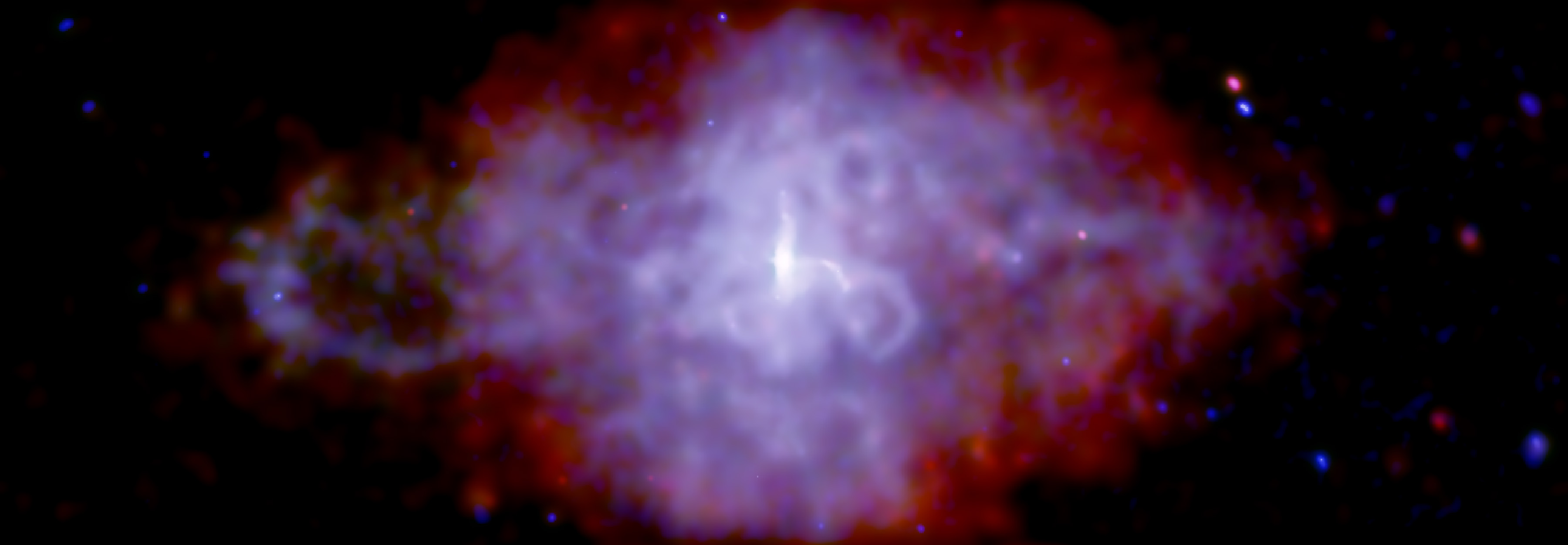
3C 58
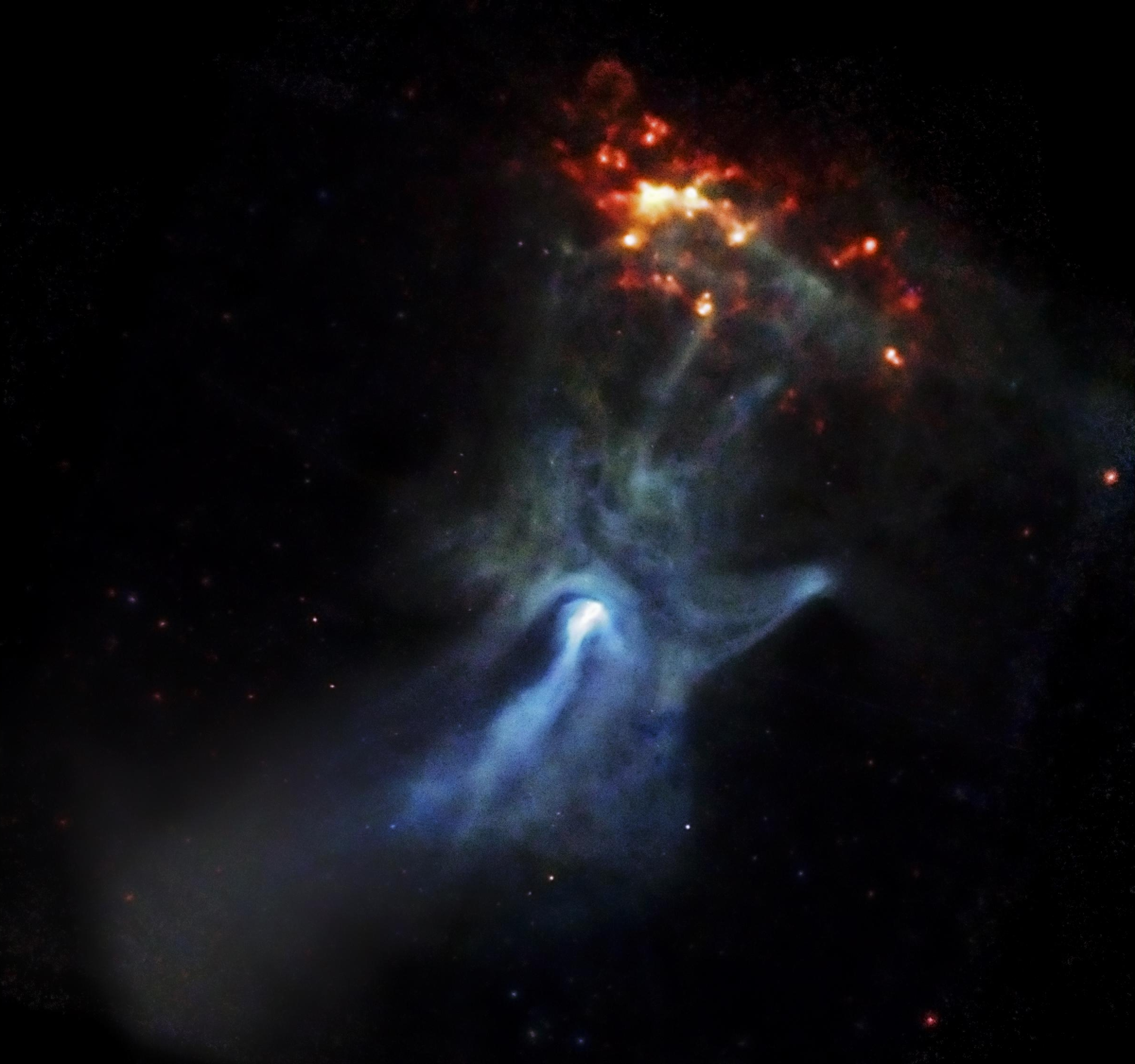
PSR B1509−58
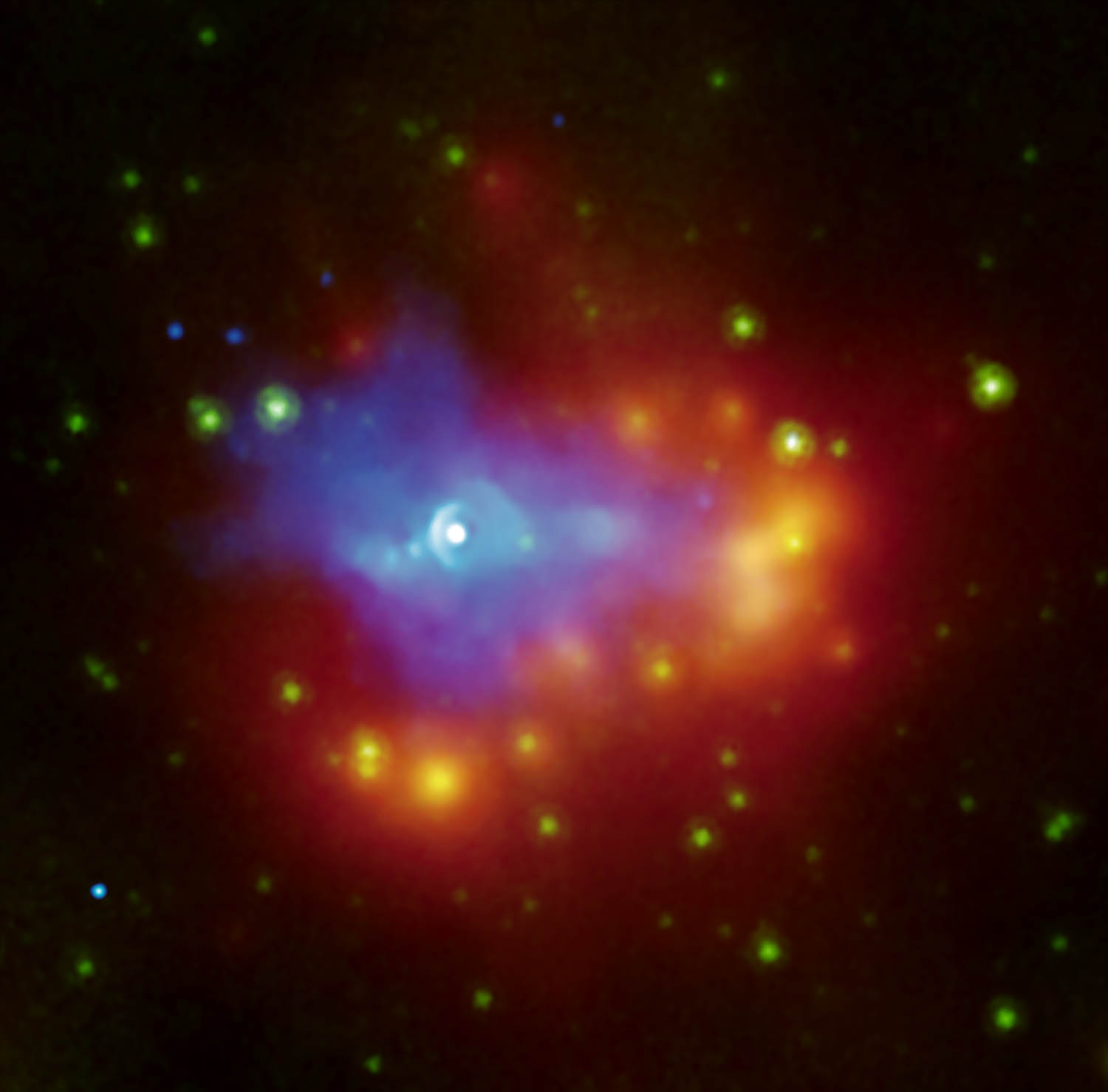
G54.1+0.3